# 신해석 삼국지
"신해석 삼국지"(新解釈・三國志 신카이샤쿠・산고쿠시[*])는 2020년 공개된 일본의 영화이다. 각본 및 감독은 후쿠다 유이치로, 《삼국지》를 새롭게 해석한 실사영화화 작품이다. 유비는 홋카이도 TV 방송 버라이어티 쇼 《수요일 어떠신가요?》에서 푸념과 불평밖에 하지 않는 오오이즈미 요처럼 장군다운 언행을 하지 않는 등의 내용이다. 오오이즈미의 팬인 후쿠다는 "유비를 오오이즈미가 맡지 않았다면 만들 필요가 없었다."(劉備を大泉がやらないなら、やる必要がなかった)고 말해 오오이즈미의 스케줄 조정에 3년이 걸리면서까지 촬영하고 싶었다고 한다.

## 등장인물
- 오오이즈미 요 - 유비 역
- 카쿠 켄토 - 주유 역
- 하시모토 칸나 - 황부인 역
- 야마모토 미즈키 - 소교 역
- 오카다 켄시 - 손권 역
- 하시모토 사토시 - 관우 역
- 타카하시 츠토무 - 장비 역
- 이와타 타카노리 - 조운 역
- 와타나베 나오미 / 히로세 스즈 - 초선[2] 역
- 이소무라 하야토 - 순욱 역
- 야모토 유마 - 황개 역
- 아베 신노스케 - 하후돈 역
- 한카이 카즈아키 - 노숙 역
- 무로 츠요시 - 공명 역
- 야마다 타카유키 - 황건 역
- 시로타 유 - 여포 역
- 사토 지로 - 동탁 역
- 니시다 토시유키 - 소가 무네미쓰 (해설자) 역
- 오구리 슌 - 조조 역
- 미즈카미 코시 - 손권 역

## 수입사
- 미디어캐슬

## 공동배급
- 레드로버